# Jagodne (Garwolin)
Pour les articles homonymes, voir Jagodne.
Jagodne (prononciation : [jaˈɡɔdnɛ]) est un village polonais de la gmina de Garwolin dans le powiat de Garwolin de la voïvodie de Mazovie dans le centre-est de la Pologne.
Il se situe à environ 5 kilomètres au nord-ouest de Garwolin (siège du powiat) et à 52 kilomètres au sud-est de Varsovie (capitale de la Pologne).

## Histoire
De 1975 à 1998, le village appartenait administrativement à la voïvodie de Siedlce.